# Gara Püspökladány
Gara Püspökladány este o stație de cale ferată care deservește Püspökladány, județul Hajdú-Bihar, Ungaria.